# Музей Перси Грейнджера
Музей Грейнджера — музыкальный музей, занимающийся сохранением предметов, документирующих жизнь, карьеру и музыку композитора, фольклориста, педагога и пианиста Перси Грейнджера, расположенный на территории Мельбурнского университета, штат Виктория, Австралия.
В начале 1920-х Перси Грейнджер начал разрабатывать идею собственного автобиографического музея, чтобы «все очень интимные письма или заметки хранились в австралийском музее Грейнджера, предпочтительно в Мельбурне, где он родился».
Перси Грейнджер был лингвистическим пуристом, выступавшим за использование «голубоглазого английского», полученного из англосаксонского и германского глоссария. В результате он обычно использовал слово 'past-hoard-house' — «бывшая кладовая» для музеев, но все же согласился на общепринятое слово «музей».

## Здание
Музей был спроектирован штатным архитектором университета Джоном Голером из местной фирмы Gawler and Drummond при участии и финансировании самого Грейнджера. Он был построен между 1935 и 1939 годами на земле, предоставленной Мельбурнским университетом, и официально открыт в декабре 1938 года.
Здание спроектированное для автобиографического музея, задуманного Грейнджером, является единственным специально построенным автобиографическим музеем в Австралии.
Здание включено в Реестр национального наследия, Реестр наследия Виктории и Национальный фонд Австралии (Виктория) .
Музей Грейнджера был закрыт в 2003 году на семь лет на реставрационные и консервационные работы после того, как были обнаружены проблемы с гидроизоляцией. Он вновь открылся 15 октябрь 2010 г.

## Коллекция
Основная коллекция музея состоит из оригинальных рукописей и опубликованных партитур, музыкальных инструментов, полевых записей, произведений искусства, фотографий, книг и личных вещей Грейнджера
Из неочевидного в музее находятся кнуты Грейнджера и другие предметы, относящиеся к его увлечению садомазохизмом (которые Грейнджер назвал «Ветвью похоти»), содержимое его прикроватной тумбочки и галерея, посвященная самоубийству его матери. Есть также звуковые устройства, которые Грейнджер использовал для создания своей новаторской и экспериментальной «Свободной музыки».
Значительная архивная коллекция включает около 50 000 единиц переписки (Грейнджер переписывался с такими людьми, как Эдвардом Григом, Фредериком Делиусом, Сирилом Скоттом, Роджером Квилтером и Юлиусом Рентгеном, а также собирал письма Рихарда Вагнера и Петра Чайковского).
Фонды музея включает в себя более 100 000 единиц хранения, лишь небольшая часть которых экспонируется. Остальная часть коллекции доступна для изучения по предварительной договоренности.

## Часы работы
С воскресенья по пятницу: с 12:00 до 16:00.
Суббота: выходной.
Музей Грейнджер закрыт в праздничные дни и с Рождества в течение января каждого года.

## Прошедшие выставки
- Объекты славы 2018 года: Нелли Мельба и Перси Грейнджер[8]
- 2018 Синтезаторы: звук будущего[9]
- 2017 г. Снято Грейнджером: общественные фасады и интимные места[10]
- 2017 Фугальные альтернативы: Отголоски студии 01[11]
- 2017 Инструмент перемен: взгляды на гитару в начале 20 века[12]
- 2016 Перси Грейнджер: Случайный футурист[13]
- 2016 Эксперименты на свободе[14]
- 2016 Вода, знаки и лица: Работы на бумаге из собрания Музея Грейнджера[15]
- 2015 Собирай свои проблемы: Музыка и Великая война[16]
- 2015 Патрик Паунд в музее Грейнджера[17]